# Publius Cornelius Scipio (Kr. e. 218)
Publius Cornelius Scipio (? – Hispania, Kr. e. 211) római politikus, hadvezér, a patricius származású Cornelia gens tagja volt. Atyja, Lucius, valamint fivére, Cnaeus Calvus szintén elérte a consuli rangot. Az ő gyermeke volt a híres Publius Cornelius Scipio Africanus Maior, Hannibal legyőzője, illetve Lucius Cornelius Scipio Asiaticus, aki a III. Antiokhosz elleni harcokat vezényelte.
Előéletéről nem sokat tudunk, Kr. e. 218-ban Tiberius Sempronius Longus kollégájaként viselte a consuli magistraturát. Ebben az évben tört ki a második pun háború. Scipio számára Hispaniát jelölték ki provinciául, ezért sereget gyűjtött, és Pisae-ban hajóra szállt. Massiliánál (ma Marseille) ért partot azzal a céllal, hogy megakadályozza a Pireneusokon már átkelt Hannibal betörését Itáliába, ám késlekedése miatt a punok hadvezére biztonságban átkelt a Rhône-on (Rhodanus), míg a rómaiak a földközi-tengeri torkolatnál vesztegeltek.

## Vereségek Itáliában
Mire Scipio feleszmélt, a karthágói sereg háromnapos előnyt szerzett magának. Scipio úgy vélte, hogy a Gallia Cisalpinában két praetor vezetése alatt állomásozó 25 000 legionárius elegendő lesz Hannibal feltartóztatására, ezért hadai nagy részét fivére, a seregében legatusi rangot viselő Cnaeus vezetésével saját hadseregének zömét Hispaniába menesztette, jómaga pedig maroknyi katonaság élén hajóra szállt. Pisae-ben ért partot, átvette a praetori seregek vezetését, majd Hannibal ellen sietett, hogy megakadályozza a cisalpinai kelták csatlakozását a támadóhoz. Placentia mellett kelt át a Pón (Padus), és nyomban keresni kezdte a pun haderőt.
Személyes vezetése alatt álló lovas előőrse a Ticinius mellett, melyen a consul hidat veretett, hamarosan találkozott az ellenséges lovasokkal, akik vereséget mértek a rómaiakra (ticinusi csata). Az ütközetben Scipio súlyosan megsérült, és a halált egyes források szerint később sokra vivő fia, Publius, mások szerint viszont egy ligur rabszolgának köszönhetően kerülte el.
A csatát követően felégette maga mögött a Ticinusra épített hidat, átkelt a Pón, és Placentiába vonult vissza, ahol addig kerülte a csatát, míg Szicíliából meg nem érkezett csapataival kollégája, Tiberius Longus. A két sereg Trebiánál egyesült, ahol a még mindig gyengélkedő Scipio helyett Longus vette át a parancsnokságot. Kollégája tanácsa ellenére az összecsapást választotta, ám a trebiai csata katasztrofális vereség volt a rómaiak számára. Maradékaik Placentiában sáncolták el magukat.

## Hispán hadjárat
Kr. e. 217-re meghosszabbították consuli imperiumát, azaz proconsul lett consuli megbízatása lejártával. 20 hajó és 8000 katona élén csatlakozott fivéréhez az Ibériai-félszigeten. Egészen Kr. e. 211-ig itt is maradtak, ám a köztes időszak eseményei már Livius korában sem voltak pontosan rekonstruálhatóak az ellentmondó források miatt. Mindenesetre győzelmeik megörökítésében erős túlzásokkal kell számolnunk, mert tartós eredményt nem tudtak elérni.
Mindenesetre mire megérkezett, fivére erősen megvetette a lábát a terület északi részén, és Hannót, a pun hadvezért is sikerült elfognia. Hasdrubal, az új ellenfél az Ebro (Iberus) mögé vonult vissza. Amikor Publius megérkezett, közös erővel bevették Saguntum városát, ahonnan kiszabadították a punok hispán túszait, ezzel növelve támogatottságukat a helyiek körében.
Kr. e. 216-ban állítólag olyan nagy vereséget mértek a Scipiók az Ebrónál Hasdrubalra, hogy az alig tudott megmenekülni a csatatérről. Kr. e. 215-ben a punok erősítést kaptak Mago vezetésével, de a római testvérpár leverte a pun fivéreket Illiturgi ostrománál, és állítólag Intibili mellett is döntő győzelmet arattak. Kr. e. 214 során megint pun erősítések érkeztek, ezúttal Gisco fia Hasdrubal vezetésével, míg Hannibal hasonló nevű fivérét ekkortájt visszahívták Afrikába Syphax numidiai király ellen. Két fényes római győzelemről hallunk ebből az évből, de ismét komolyabb eredmény nélkül.
Hasdrubal távoztával a Scipiók megkezdték a felkészülést az ellencsapásra: számos helyi törzzsel az oldalukon és mintegy 20 000 keltibér zsoldossal Kr. e. 212–211 körül már elég erősnek érezték magukat, hogy átkeljenek az Ebrón. Publius Mago és Gisco fia Hasdrubal ellen indult, míg fivére az időközben visszatért Barkasz fia Hasdrubal hadait támadta meg. Az eredmény katasztrofális volt: Publius hadserege nagy része elpusztult, és ő maga is a csatatéren maradt. Az ellene harcoló pun erők csatlakoztak Hasdrubalhoz, és a 20 000 keltibér átállásától bénult, hármas gyűrűbe került Cnaeus 29 nappal fivére után hasonló sorsra jutott.
| Elődei: Lucius Aemilius Paullus és Marcus Livius Salinator | Consul i. e. 218 collega: Tiberius Sempronius Longus | Utódai: Cnaeus Servilius Geminus és Caius Flaminius |

## Külső hivatkozások
- Dictionary of Greek and Roman Biography and Mythology. Szerk.: William Smith. Boston, C. Little & J. Brown, 1867.
Elérhető a Michigani Egyetem Könyvtárának honlapján: I. kötet (A–D); II. kötet (E–N); III. kötet (O–Z).

1. 1 2  Digital Prosopography of the Roman Republic (angol nyelven). (Hozzáférés: 2021. június 29.)
2. ↑  Digital Prosopography of the Roman Republic (angol nyelven). (Hozzáférés: 2021. június 10.)
3. ↑  Digital Prosopography of the Roman Republic (angol nyelven). (Hozzáférés: 2021. június 10.)
4. ↑  https://www.heritage-history.com/index.php?c=resources&s=char-dir&f=scipio2